# Gørslev
Gørslev er en landsby på Midtsjælland med 205 indbyggere i byområdet (2014). Landsbyen er beliggende 14 km øst for Ringsted og 18 km vest for Køge. Byen er beliggende i Køge Kommune i Region Sjælland. Den tilhører sognet Gørslev Sogn og Gørslev Kirke ligger i landsbyen. Byen er hjemsted for Gørslev Børnehus, Gørslev Forsamlingshus og Gørslev Idrætsforening.(Tidligere Gørslev skole). Også KFUM-Spejderne har en hytte i Gørslev, der huser Sølvbæk gruppe.
Byen har tidligere haft både kro (opført 1875) og stationsbygning (opført 1916); begge er i dag ombygget til private boliger. 